# 호르헤 훌리오 (권투 선수)
호르헤 엘리에세르 훌리오 로차(스페인어: Jorge Eliécer Julio Rocha, 1969년 4월 4일~)는 콜롬비아의 전직 권투 선수이다. 콜롬비아 국가대표 선수로 활동하여 1988년 하계 올림픽 남자 밴텀급 종목에서 동메달을 획득했다. 이후 1989년에 프로로 전향하여 1992년 세계 복싱 협회(WBA) 밴텀급 세계 챔피언에 올랐고 1997년 세계 복싱 기구(WBO) 밴텀급 세계 챔피언에 올랐다.